# Hydnocarpus filipes
Hydnocarpus filipes es una especie de planta herbácea perteneciente a la familia Achariaceae. Es endémica de Malasia. Está tratada en peligro de extinción por pérdida de hábitat. 

## Distribución
Se encuentra en la Península Malaya en Terengganu, Selangor y Pahang como una especie de tamaño mediano a grande que habita en las tierras bajas húmedas y bosques de las colinas.

## Taxonomía
El género fue descrito por  Sym. ex Sleum. y publicado en Botanische Jahrbücher für Systematik, Pflanzengeschichte und Pflanzengeographie lxix. 40 (1938).